# Another Green World
Another Green World — третий студийный альбом британского музыканта Брайана Ино, выпущенный на лейбле Island Records в сентябре 1975 года. Альбом отметил переход от основанной на роке музыки предыдущих пластинок Ино к минималистичной чувствительности его эмбиент работ конца 70-х годов.
Несмотря на то, что альбом провалился в чартах США и Великобритании, Another Green World был встречен высокими оценками критиков. Рецензии на альбом в то время были очень положительными; несколько критиков и публикаций поместили альбом в свои списки величайших альбомов всех времён.

## Производство
Another Green World был записан на студии Island Studios в Лондоне с июля по август 1975 года. 
Альбом был спродюсирован Ино и Реттом Дэвисом, в записи альбома приняли участие такие музыканты, как Роберт Фрипп, Фил Коллинз и Джон Кейл.
Брайан Ино первоначально рассматривал свой новый альбом как эксперимент и приступил к его записи без каких-либо предварительных наработок. Первые четыре дня в студии Ино не получалось быть продуктивным. Для поиска новых идей Ино обратился к своим инструкционным карточкам, Oblique Strategies, и начал приходить с новыми идеями, как он делал и на предыдущем альбоме Taking Tiger Mountain (By Strategy).

## Список композиций
Слова и музыка всех песен — Брайан Ино.
| №                   | Название              | Длительность |
| ------------------- | --------------------- | ------------ |
| 1.                  | «Sky Saw»             | 3:25         |
| 2.                  | «Over Fire Island»    | 1:49         |
| 3.                  | «St. Elmo’s Fire»     | 3:02         |
| 4.                  | «In Dark Trees»       | 2:29         |
| 5.                  | «The Big Ship»        | 3:01         |
| 6.                  | «I’ll Come Running»   | 3:48         |
| 7.                  | «Another Green World» | 1:38         |
| Общая длительность: | Общая длительность:   | 19:12        |

| №                   | Название                           | Длительность  |
| ------------------- | ---------------------------------- | ------------- |
| 8.                  | «Sombre Reptiles»                  | 2:26          |
| 9.                  | «Little Fishes»                    | 1:30          |
| 10.                 | «Golden Hours»                     | 4:01          |
| 11.                 | «Becalmed»                         | 3:56          |
| 12.                 | «Zawinul/Lava»                     | 3:00          |
| 13.                 | «Everything Merges with the Night» | 3:59          |
| 14.                 | «Spirits Drifting»                 | 2:36          |
| Общая длительность: | Общая длительность:                | 21:12 (40:24) |

## Участники записи
Credits adapted from Another Green World back cover.

| «Sky Saw» - Фил Коллинс — ударные - Перси Джонс — безладовая бас-гитара - Пол Рудольф — anchor бас - Род Мелвин — родес-пиано - Джон Кейл — секция альта - Ино — snake гитара, цифровая гитара, вокальные партии «Over Fire Island» - Фил Коллинс — ударные - Перси Джонс — безладовая бас-гитара - Брайан Ино — вокальные партии, синтезатор, гитары, tapes «St. Elmo’s Fire» - Роберт Фрипп — wimshurst guitar - Брайан Ино — орган, пианино, бас педали Yamaha, synthetic перкуссия, desert guitars, вокальные партии «In Dark Trees» - Брайан Ино — гитары, синтезатор, электрическая перкуссия и treated rhythm generator «The Big Ship» - Брайан Ино — синтезатор, synthetic percussion и treated rhythm generator «I’ll Come Running» - Роберт Фрипп — restrained lead guitar - Пол Рудольф — бас, snare drums, бас-гитара, assistant castanet guitars - Род Мелвин — соло-пианино - Брайан Ино — вокальные партии, castanet guitars, chord piano, синтезатор, synthetic перкуссия «Another Green World» - Брайан Ино — desert guitars, орган Farfisa, пианино «Sombre Reptiles» - Брайан Ино — орган Hammond, гитары, synthetic и Peruvian percussion, electric elements и ненатуральные звуки «Little Fishes» - Брайан Ино — prepared piano, орган Farfisa «Golden Hours» - Роберт Фрипп — Wimborne guitar - Джон Кейл — альт - Брайан Ино — choppy organs, spasmodic percussion, club guitars, uncertain piano, вокальные партии «Becalmed» - Брайан Ино — пианино Leslie, синтезатор «Zawinul/Lava» - Фил Коллинс — перкуссия - Перси Джонс — безладовая бас-гитара - Пол Рудольф — гитара - Род Мелвин — родес-пиано - Брайан Ино — рояль, синтезатор, орган и tape «Everything Merges with the Night» - Брайан Таррингтон — бас-гитара, пианино - Брайан Ино — гитары, вокальные партии «Spirits Drifting» - Брайан Ино — бас-гитара, орган, синтезатор | Производство - Брайан Ино — продюсирование - Ретт Дэвис — продюсирование, звукоинженер - Guy Bidmead — ассистент звукоинженера - Barry Sage — ассистент звукоинженера - Роберт Эш — ассистент звукоинженера - Боб Боукетт — sleeve типография - Ritva Saarikko — фотография обратной стороны альбома - Боб Боукетт — типография - Том Филлипс — обложка альбома (detail from After Raphael) |

## Хит-парады
| Хит-парад (1979)         | Высшая позиция |
| ------------------------ | -------------- |
| New Zealand Albums Chart | 24             |